# Amazonas (Peru)
Amazonas é uma das 25 regiões do Peru, sua capital é a cidade de Chachapoyas.

## Províncias (capital)
1. Bagua (Bagua)
2. Bongará (Villa de Jumbilla)
3. Chachapoyas (Chachapoyas)
4. Condorcanqui (Santa María de Nieva)
5. Luya (Lamud)
6. Rodríguez de Mendoza (Mendoza)
7. Utcubamba (Bagua Grande)